# Paulina Rubio
Paulina Rubio, właściwie Paulina Susana Rubio Dosamantes (ur. 17 czerwca 1971 w Meksyku) – meksykańska piosenkarka i aktorka, była członkini popularnego zespołu dziecięcego Timbiriche.
Sprzedała na całym świecie ponad 20 milionów swoich płyt.
Jest córką aktorki, Susany Dosamentes.

## Dyskografia

### Albumy studyjne
- La chica dorada (1992)
- 24 kilates (1993)
- El tiempo es oro (1995)
- Planeta Paulina (1996)
- Paulina (2000)
- Border Girl (2002)
- Pau-Latina (2004)
- Ananda (2006)
- Gran City Pop (2009)
- Brava! (2011)

### Single
- „Mio” (1992)
- „Abriendo las puertas al amor” (1992)
- „Amor de mujer” (1992)
- „Sabor a miel” (1992)
- „Nieva, nieva” (1993)
- „Vuelve junto a mi” (1993)
- „El ultimo adios” (2000)
- „Lo hare por ti” (2000)
- „Sexi dance” (2000)
- „Tal vez, quiza” (2000)
- „Y yo sigo aquí” (2001)
- „Yo no soy esa mujer” (2001)
- „Don’t Say Goodbye” (2002)
- „Si tu te vas” (2002)
- „Todo mi amor” (2002)
- „The One You Love” (2002)
- „Baila Casanova” (2002)
- „Te quise tanto” (2004)
- „Algo tienes” (2004)
- „Dame otro tequila” (2004)
- „Alma en libertad” (2004)
- „Mia” (2005)
- „Ni una sola palabra” (2006)
- „Nada puede cambiarme” (2006)
- „Ayúdame” (2007)
- „Causa y Efecto” (2009)
- „Ni rosas ni juguetes” (2009)
- „Ni rosas ni juguetes” feat Pitbull (2010)
- „Algo de ti” (2010)
- „Algo de ti” feat Junior Caldera (2010)
- „Cause and effect” (2010)
- „Me Gustas Tanto” (2011)
- „Me Voy” feat Espinoza Paz (2012)
- „Boys Will Be Boys” (2012)